# Ativo ambiental
Ativos ambientais são gastos capitalizados e amortizados nos períodos presente e futuro, que satisfazem aos critérios de reconhecimento como um ativo, o que ocorrerá quando houver controle de recursos aplicados por uma empresa como resultado de eventos passados e dos quais se espera benefícios econômicos futuros.